# Peter Michalík
Peter Michalík (* 15. September 1990 in Bojnice) ist ein slowakischer Schachmeister, der seit März 2016 für den tschechischen Schachverband spielt.

## Leben
Michalík nahm an neun Austragungen des Mitropapokals teil, achtmal für die Nationalmannschaft der Slowakei und 2016 für die tschechische Auswahl, mit der er den Wettbewerb gewann. Michalík gewann zweimal die U10-Meisterschaft der Slowakei (1999 und 2000), zweimal die U12-Meisterschaft der Slowakei (2001 und 2002) und einmal die U16-Meisterschaft der Slowakei (2005). Im Turnier in Ostrava (2003) wurde er Dritter, im Open in Stara Pazova war er Zweiter und gewann das Turnier Banícky kahanec 2011 in Zaježová.
Mit der slowakischen Nationalmannschaft nahm er an den Schacholympiaden 2012 und 2014 teil. Für Tschechien spielte er bei der Schacholympiade 2018 und der Mannschaftseuropameisterschaft 2019.
Michalík wurde Großmeister im Jahr 2011, die erste Norm erhielt er in der tschechischen Extraliga 2010/11. Die zweite Norm erfüllte er bei der Europameisterschaft 2011 in Aix-les-Bains. Er spielte in der slowakischen Extraliga in der Saison 2001/02 für den ŠK Baník Prievidza, von 2005 bis 2009 für CVČ SPU Nitra, von 2009 bis 2012 für den Šachový klub Prievidza, mit dem er 2010 slowakischer Mannschaftsmeister wurde und am European Club Cup teilnahm, von 2012 bis 2014 für den ŠK Slovan Bratislava, mit dem er 2013 Meister wurde, und von 2014 bis 2016 für den ŠO ŠKM Angelus Stará Ľubovňa, mit dem er 2015 und 2016 den Titel gewann. Seit der Saison 2016/17 tritt er für den ŠK Modra an. In der deutschen Schachbundesliga spielte er von der Saison 2011/12 bis zur Saison 2014/15 für die Schachfreunde Berlin, zur Saison 2015/16 wechselte er zum SK Schwäbisch Hall, für den er bis zum Rückzug des Vereins aus der 1. Bundesliga nach der Saison 2017/18 spielte. In der Saison 2019/20 ist Michalík für den SC Heusenstamm in der 2. Bundesliga Süd gemeldet. In der tschechischen Extraliga spielte er von 2008 bis 2012 für den ŠK Zlín und von 2012 bis 2016 für TJ TŽ Třinec. Seit der Saison 2016/17 spielt er für Prestige Photo Unichess. In der polnischen Ekstraliga spielt er seit 2018 für Wieża Pęgów, in der österreichischen Bundesliga seit 2018 für die Spielgemeinschaft Mayrhofen/Zell/Zillertal. Im August 2013 führte er die slowakische Elo-Rangliste an.